# Championnat de Yougoslavie de football 1992-1993
Navigation
Saison précédente Saison suivante
La saison 1992-1993 du Championnat de Yougoslavie de football est la soixante-quatrième édition du championnat de première division en Yougoslavie. Les dix-neuf meilleurs clubs du pays prennent part à la compétition et sont regroupées en une poule unique où chaque formation affronte deux fois ses adversaires, à domicile et à l'extérieur. En fin de saison, pour permettre le passage du championnat à 20 équipes, les deux derniers du classement sont relégués et remplacés par les trois meilleurs clubs de deuxième division.
C'est le club du FK Partizan Belgrade qui remporte la compétition, en terminant en tête du classement final, avec quatorze points d'avance sur le tenant du titre, le FK Étoile rouge de Belgrade et dix-neuf sur le FK Vojvodina Novi Sad. C'est le 12e titre de champion de Yougoslavie de l'histoire du club, qui manque le doublé en s'inclinant en finale de la Coupe de Yougoslavie face à l'Étoile rouge.
À noter qu'un club de Bosnie-Herzégovine continue à prendre part au championnat; il s'agit du FK Borac Banja Luka, qui dispute ses matchs à Belgrade et Valjevo.
Par ailleurs, les clubs sont cette année encore suspendus par l'UEFA de toute compétition européenne.

## Les clubs participants
| - Partizan Belgrade - FK Napredak Krusevac - Promu de D2 - FK Étoile rouge de Belgrade - FK Radnicki Nis - Hajduk-Rodic MB Kula - Promu de D2 - FK Rad Belgrade - OFK Belgrade - FK Budućnost Podgorica - Proleter Zrenjanin - FK Radnički Jugopetrol Belgrade - Promu de D2 | - FK Becej - Promu de D2 - FK Vojvodina Novi Sad - FK Zemun - Spartak Subotica - FK Mogren Budva - Promu de D2 - FK Borac Banja Luka - OFK Kikinda - Promu de D2 - FC Pristina - Promu de D2 - FK Sutjeska Niksic |

## Compétition

### Classement
Le système avec séance de tirs au but après un match nul est supprimé. Le barème de points utilisé pour établir le classement est le suivant :
- Victoire : 2 points
- Match nul : 1 point
- Défaite : 0 point

| Rang | Équipe                              | Pts | J  | G  | N  | P  | Bp  | Bc | Diff |
| ---- | ----------------------------------- | --- | -- | -- | -- | -- | --- | -- | ---- |
| 1    | FK Partizan Belgrade                | 65  | 36 | 31 | 3  | 2  | 103 | 20 | +83  |
| 2    | FK Étoile rouge de Belgrade (T) (C) | 51  | 36 | 19 | 13 | 4  | 70  | 25 | +45  |
| 3    | FK Vojvodina Novi Sad               | 46  | 36 | 19 | 8  | 9  | 72  | 47 | +25  |
| 4    | FK Zemun                            | 40  | 36 | 16 | 8  | 12 | 62  | 48 | +14  |
| 5    | FK Rad Belgrade                     | 39  | 36 | 13 | 13 | 10 | 47  | 35 | +12  |
| 6    | FK Napredak Krusevac (P)            | 38  | 36 | 13 | 12 | 11 | 44  | 58 | -14  |
| 7    | FK Radnicki Nis                     | 37  | 36 | 15 | 7  | 14 | 40  | 36 | +4   |
| 8    | Hajduk-Rodic MB Kula (P)            | 36  | 36 | 12 | 12 | 12 | 34  | 35 | -1   |
| 9    | Proleter Zrenjanin                  | 36  | 36 | 15 | 6  | 15 | 43  | 45 | -2   |
| 10   | FK Budućnost Podgorica              | 36  | 36 | 14 | 8  | 14 | 44  | 48 | -4   |
| 11   | OFK Belgrade                        | 35  | 36 | 9  | 17 | 10 | 38  | 54 | -16  |
| 12   | FK Becej (P)                        | 33  | 36 | 12 | 9  | 15 | 49  | 45 | +4   |
| 13   | FK Mogren Budva (P)                 | 31  | 36 | 12 | 7  | 17 | 46  | 52 | -6   |
| 14   | OFK Kikinda (P)                     | 31  | 36 | 11 | 9  | 16 | 39  | 58 | -19  |
| 15   | FK Radnički Jugopetrol Belgrade (P) | 29  | 36 | 11 | 7  | 18 | 45  | 62 | -17  |
| 16   | FK Sutjeska Niksic                  | 29  | 36 | 11 | 7  | 18 | 46  | 67 | -21  |
| 17   | Spartak Subotica                    | 26  | 36 | 7  | 12 | 17 | 32  | 58 | -26  |
| 18   | FC Pristina (P)                     | 23  | 36 | 7  | 9  | 20 | 32  | 64 | -32  |
| 19   | FK Borac Banja Luka                 | 23  | 36 | 6  | 11 | 19 | 35  | 64 | -29  |

|  | Champion de Yougoslavie 1992-1993                                                                 |
|  | (T) : Tenant du titre (C) : Vainqueur de la Coupe de Yougoslavie (P) : Promu de deuxième division |

## Bilan de la saison
| Championnat de Yougoslavie de football 1992-1993                        |                                  |
| Champion                                                                | FK Partizan Belgrade (12e titre) |
| Coupes et trophées                                                      |                                  |
| Vainqueur de la Coupe de Yougoslavie 1992-1993                          | FK Étoile rouge de Belgrade      |
| Promotions et relégations                                               |                                  |
| Promus en SuperLiga                                                     | FK Jastrebac Niš                 |
| Promus en SuperLiga                                                     | FK Sloboda Užice                 |
| Promus en SuperLiga                                                     | FK Rudar Pljevlja                |
| Relégués en Championnat de Yougoslavie de football de deuxième division | FC Pristina                      |
| Relégués en Championnat de Yougoslavie de football de deuxième division | FK Borac Banja Luka              |